# Philodromus marginellus
Philodromus marginellus är en spindelart som beskrevs av Banks 1901. Philodromus marginellus ingår i släktet Philodromus och familjen snabblöparspindlar. Inga underarter finns listade i Catalogue of Life.